# Peter Rabbit (film)
Peter Rabbit (Nederlands: Pieter Konijn) is een Amerikaanse live-action/computeranimatiefilm uit 2018, geregisseerd door Will Gluck. De film is gebaseerd op de kinderboeken van Peter Rabbit van schrijfster Beatrix Potter.

## Verhaal
Het verhaal gaat over een opstandig konijn genaamd Peter Rabbit en zijn norse buurman meneer McGregor, die zijn moestuin konijnenvrij probeert te houden.

## Rolverdeling
| Personage         | Acteur                 | Originele stem         | Nederlandse stem  |
| ----------------- | ---------------------- | ---------------------- | ----------------- |
| Peter Rabbit      |                        | James Corden           | Tommie Christiaan |
| Benjamin Bunny    |                        | Colin Moody            | Jan Versteegh     |
| Flopsy            |                        | Margot Robbie          | Shelley Vol       |
| Mopsy             |                        | Elizabeth Debicki      | Amy Vol           |
| Cotton-Tail       |                        | Daisy Ridley           | Lisa Vol          |
| Thomas McGregor   | Domhnall Gleeson       | Domhnall Gleeson       | Joey Schalker     |
| Bea               | Rose Byrne             | Rose Byrne             | Do                |
| Old Mr. McGregor  | Sam Neill              | Sam Neill              |                   |
| General Manager   | Marianne Jean-Baptiste | Marianne Jean-Baptiste | Cystine Carreon   |
| Mrs. Tiggy-Winkle |                        | Sia                    |                   |
| Mr. Tod           |                        | Fayssal Bazzi          |                   |
| Felix D'eer       |                        | Christian Gazal        |                   |
| Pigling Bland     |                        | Ewen Leslie            |                   |
| JW Rooster II     |                        | Will Reichelt          | Roué Verveer      |

## Ontvangst
De film werd kritisch ontvangen bij ouders van kinderen met een voedselallergie.